# Enclos des fusillés (Bruxelles)
Pour les articles homonymes, voir Enclos des fusillés.
L'Enclos des fusillés de Bruxelles est un petit cimetière situé rue Colonel Bourg à Schaerbeek qui compte 365 tombes de résistants des deux guerres mondiales.
Le cimetière est situé à l'endroit même où les résistants ont été fusillés par les Allemands, dont Edith Cavell, Philippe Baucq, Gabrielle Petit et Youra Livchitz, à l'emplacement de l'ancien Tir national.
L'Enclos a reçu le titre de "Nécropole nationale" par arrêté royal du 31 juillet 2020. 
Chaque quatrième dimanche d'avril, se tenait à l'Enclos des Fusillés la manifestation nationale, l'hommage aux victimes des camps de concentration et prisons nazis, en présence des plus hautes autorités du pays, jusqu'en 2021. Depuis la commémoration a lieu tous les trois ans, et ce pour la première fois le dimanche 28 avril 2024 à 14h30. 
Le site a été classé par la Région de Bruxelles-Capitale en date du 12 janvier 1983,.

## Inhumations

### Première Guerre mondiale
Liste des personnes exécutées au Tir national durant la Première Guerre mondiale, la date d'exécution figure entre parenthèses
- Joseph Baeckelmans († 23 septembre 1915)
- Alexandre Franck († 23 septembre 1915)
- Edith Cavell († 12 octobre 1915)
- Philippe Baucq († 12 octobre 1915)
- Pierre Poels († 29 octobre 1915)
- Joseph Van der Cammen († 29 octobre 1915)
- Joseph Delsaut († 6 novembre 1915)
- Jules Legay († 6 novembre 1915)
- Charles Simonet († 6 novembre 1915)
- Louis Bril († 11 février 1916)
- Gabrielle Petit († 1er avril 1916)
- Emile Gressier († 19 avril 1916)
- Oscar Hernalsteens († 19 avril 1916)
- Jules Mohr († 19 avril 1916)[3]
- Prosper Kricke († 15 mai 1916)
- Louis Lefebvre († 15 mai 1916)
- Ch. Parente († 15 mai 1916)
- Paul Denis († 29 mai 1916)
- Adelin Colon († 26 août 1916)
- François Dufrasne († 26 août 1916)
- Arthur Roland († 26 août 1916)
- Jean Corbisier († 4 septembre 1916)
- François Mus († 4 septembre 1916)
- Louis Neyts († 4 septembre 1916)
- Léon Jacquet († 6 septembre 1916)
- Mathieu Bodson († 14 septembre 1916)
- Louis Gille († 21 octobre 1916)
- Dominique Mertens († 2 décembre 1916)
- Georges Uytebrouck († 2 décembre 1916)
- Léon Boiteux († 25 juin 1917)
- Jules Descamps († 25 juin 1917)
- Lucien Descamps († 25 juin 1917)
- Georges Kuge († 25 juin 1917)
- François Vergauwen († 25 juin 1917)
- Emile Stevigny († 13 décembre 1917)

### Seconde Guerre mondiale
Liste de personnes exécutées et/ou enterrées au Tir national durant la Seconde Guerre mondiale, la date d'exécution figure entre parenthèses
- André Bertulot († 10 mai 1943)
- René Copinne († 18 janvier 1943)
- Arnaud Fraiteur († 10 mai 1943)
- Joseph Lincé, († 18 janvier 1943)
- Alexandre Livchitz († 10 février 1944)
- Youra Livchitz († 17 février 1944)
- Georges Maréchal († 20 octobre 1943)
- Lucien Orfinger († 26 février 1944)
- Maurice Raskin († 10 mai 1943)
- Jacques Storck († 15 mars 1943)
- Victor Thonet († 20 avril 1943)

## Réaménagements
Après guerres il y a eu exhumation des corps pour autopsie et authentification.
En ce qui concerne la Première Guerre mondiale, les corps et les tombes des victimes exécutées  n’y sont plus. Une plaque commémorative  reprenant leurs 35 noms leur a été érigée.
Elles auraient, selon les sources, toutes été remplacées par celles de la seconde guerre ou ré inhumées par les familles voire des autorités diverses dans un autre cimetière.
Exemple : 
- un monument dédié à Gabrielle Petit (résistante) se trouve actuellement au Cimetière de Schaerbeek.

En ce qui concerne la Seconde Guerre mondiale, la plupart des corps n’y sont plus, les familles ou diverses autorités  les ont ré inhumés dans d’autres cimetières. Par contre la majorité des croix  y sont encore mais pas toutes à la même place comme celles de la première rangée initiale.
Les croix des membres de la communauté juive ont été remplacées par des étoiles de David. 
Exemples :
- les croix de Julien Kemel et de Louis Everaert, actuellement rangée  1 et 2, dont on retrouve les sépultures au Cimetière de Bruxelles.
- la croix d’Arnaud Fraiteur (32/3) actuellement (3/3) dont le corps a été ré inhumé le  7 juin 1945 dans le caveau familial au Cimetière de Saint-Gilles.
- la croix de Jacques Storck qui n’y est plus mais dont le corps a été ré inhumé au Cimetière de Laeken le 25 novembre 1944 dans le caveau familial.
- la croix de Léon Cheron (résident de La Louvière exécuté à Breendonk) remplacée par celle de Gaston Notte (résident de Bruxelles exécuté au Bois de Hechtel).
- l'étoile de David de Sara Kajehmann (Kachmann ?) (27/2) actuellement (20/2), la seule femme inhumée pendant la seconde guerre mondiale. Elle reste par ailleurs une énigme car on ne sait à quel mouvement de résistance elle a appartenu, ni où elle a été détenue avant son exécution le 6 mai 1943.

Il faut également savoir qu’il y a eu des erreurs de transcriptions de noms sur les croix dont certaines ont été modifiées et d’autres pas.
Exemples :
- Léon Baudouin (156/VIII) actuellement (20/8) Léon Bar dont le deuxième prénom est Baudoin.
- Julien LINGE (3/I) actuellement (25/1) encore inscrit comme tel est en fait Julien Lincé.

## Galerie de photos

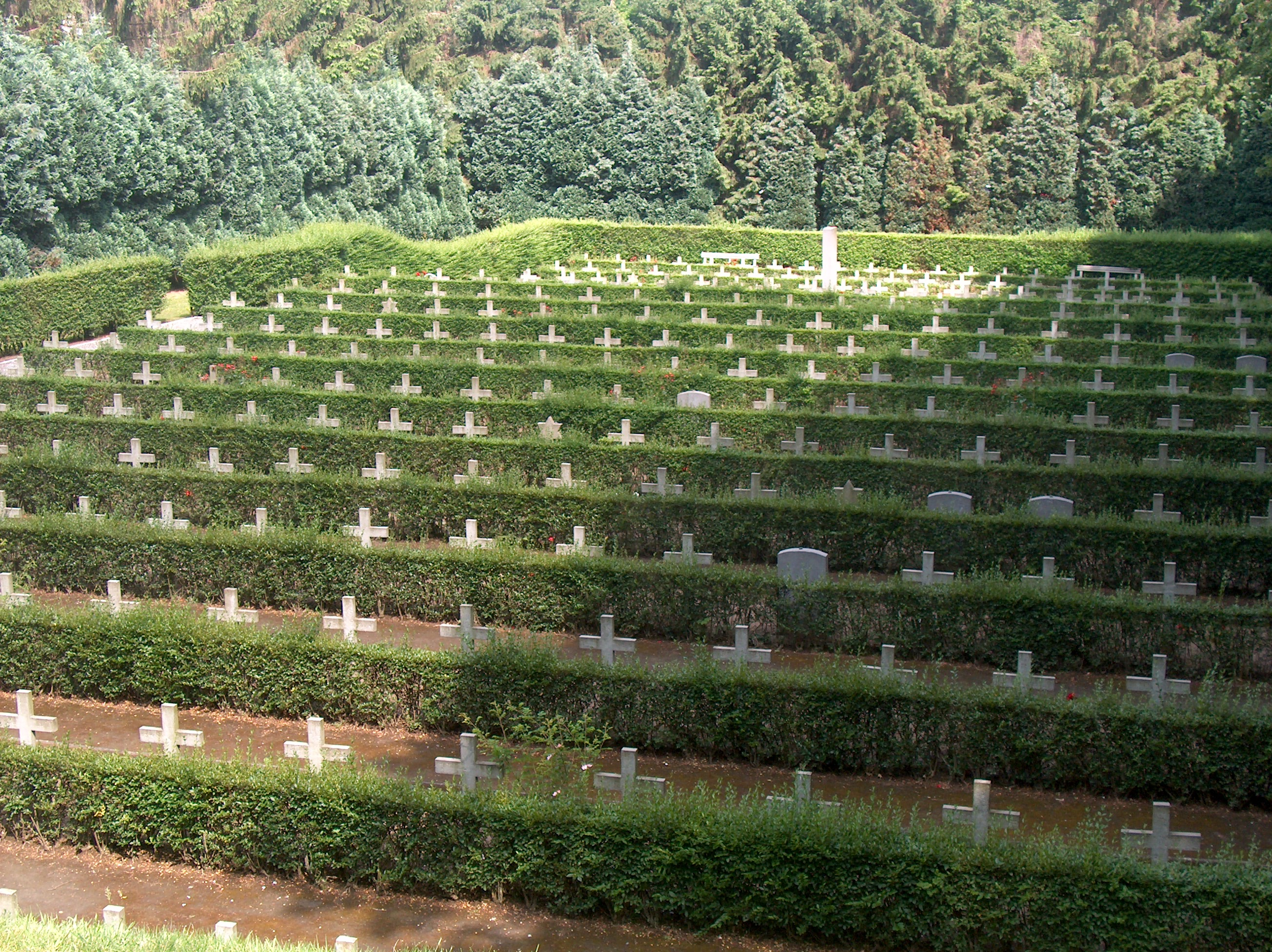
Vue générale
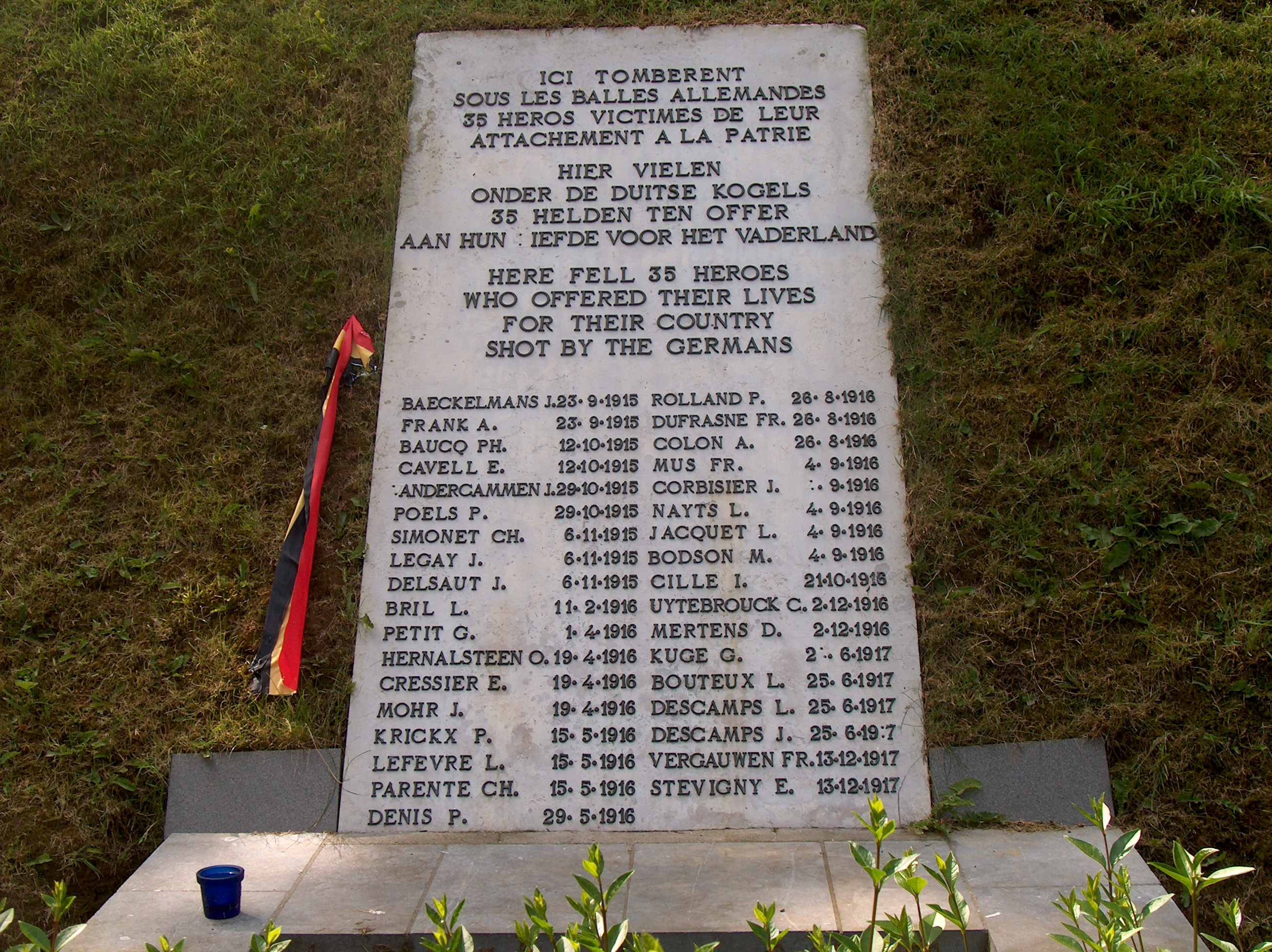
Dalle commémorative à 35 héros de la Première Guerre mondiale
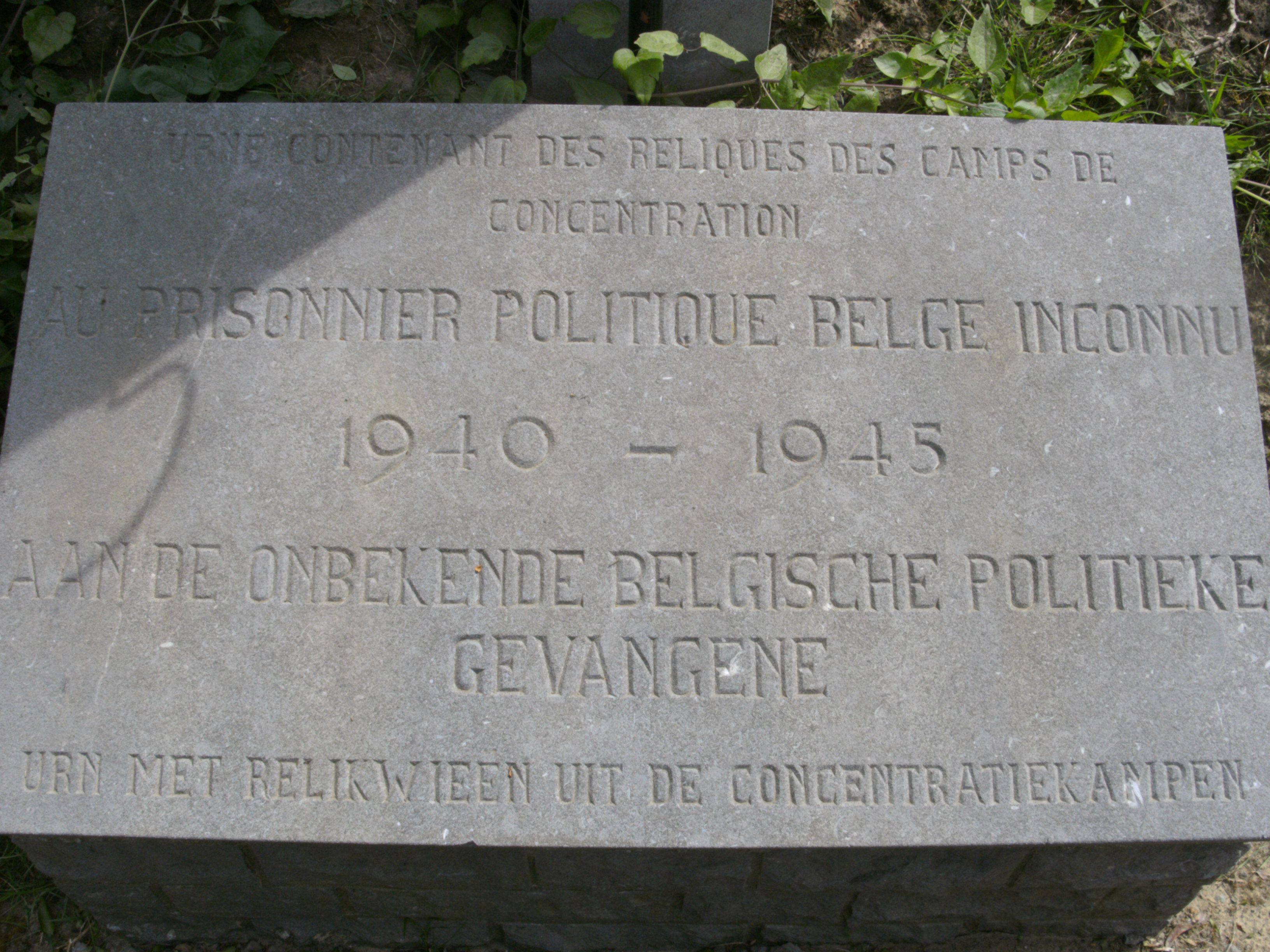
Plaque commémorative au « Prisonnier politique belge inconnu 1940-45 »